# Giuseppe Viola (dirigente sportivo)
Giuseppe Viola, detto Peppino (Bova, 22 settembre 1930 – Reggio Calabria, 28 maggio 2021), è stato un magistrato e dirigente sportivo italiano.

## Biografia
Fu magistrato di professione. Dopo la morte del fratello Pietro (Pierino) nel 1966, rileva l'AICS, la società di pallacanestro allora più rappresentativa della città di Reggio Calabria, ribattezzandola Cestistica Piero Viola.
Come presidente della società, carica ricoperta dal 1966 al 1988, portò la Viola Reggio Calabria dai campionati minori fino alla massima serie, raggiunta negli anni '80.
Ha ricoperto incarichi nella Lega Basket e nella Federazione Italiana Pallacanestro.
È stato uno dei pionieri della pallacanestro al Sud Italia.
È morto il 28 maggio 2021.